# محله سر دزک

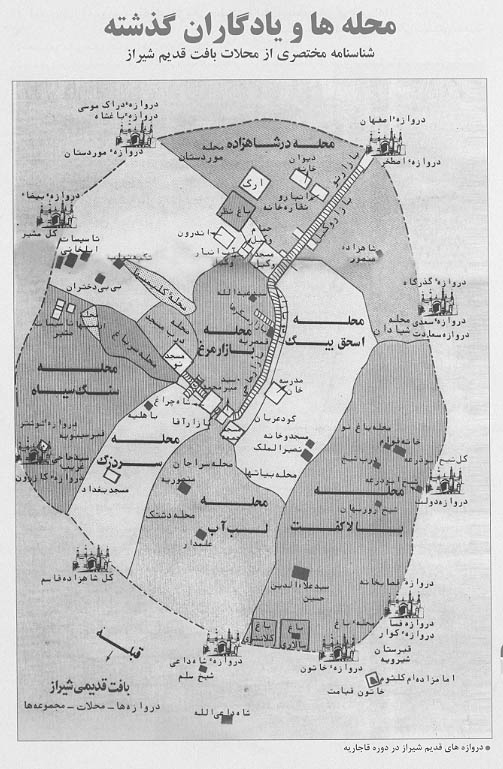
نقشه شیراز قدیم

محلۀ سر دزک، نام یکی از محله‌های شیراز قدیم می‌باشد که در جنوب شهر قرار داشته‌است. وقتی که کریم‌خان زند حصار شیراز را کوچک‌تر کرد و محلات را در هم ادغام نمود، محلۀ سردزک و محله دشتک به صورت یک محله درآمد که هر دو سردزک نامیده شد.

## وجه تسمیه
در واقع دِزَک (دِژَک) به‌معنای دژ کوچک بوده است. دز (دِ زَ) (اِمصغ .) به معنای  قلعة و دزک، دز کوچک به معنای قلعۀ کوچک می‌باشد (فرهنگ معین و دهخدا). در بین عوام و به اشتباه رایج است که چون سابقاً در این محله، دزدان به مردم و خانه‌ها و حتی کاروان‌ها حمله می‌کردند، به همین منظور این نام را برای این محل برگزیدند.

## موقعیت جغرافیایی
این محله از شمال به محلۀ بازار مرغ، از غرب به محلۀ سنگ سیاه، از جنوب به محله شاهزاده قاسم و از شرق به محلۀ لب آب محدود میشده‌است.

## بناهای شاخص محله
از بناهای شاخص محله می‌توان به مسجد حاج باقر، مسجد بغدادی و بقعۀ سیدمیرآخور اشاره کرد.

## تقسیم‌بندی محلات شیراز قدیم
در کل محلات شیراز به دو دسته بزرگ حیدری و نعمتی تقسیم شده بودند. حیدری به محلاتی گفته می شد که افراد آن محلات، خود را پیرو سلطان حیدر  که از مشایخ عرفان بود، می‌دانستند.
نعمتی به محلاتی اطلاقی می‌شد که ساکنان آن خود را پیرو شاه نعمت‌الله ولی که او نیز از بزرگ‌ترین و شاخص‌ترین عرفای عصر بودمی‌دانستند. درگیری‌ها و مخاصماتی که بین این دو دسته در سال‌های متمادی صورت گرفته هنوز هم مورد بحث است و حتی به صورت ضرب‌المثل جنگ حیدری، نعمتی در زبان‌هاست.
پنج محله‌ محلۀ اسحاق بیگ، محلۀ درب شاهزاده، محلۀ بالا کفت، محلۀ میدان شاه و محلۀ بازار مرغ را حیدری خانه و پنج محله محله سرباغ، محلۀ سنگ سیاه، محلۀ درب مسجد، محلۀ لب آب و محلۀ سر دزک را نعمتی‌خانه می گفتند. البته محلۀ ارمنی‌ها و محله کلیمی‌ها جزء محلات بی‌طرف بودند و کاری به درگیری‌ها و مخاصمات نداشتند.